# Anstand
Als Anstand wird in der Soziologie ein als selbstverständlich empfundener Maßstab für ethisch-moralischen Anspruch und Erwartung an gutes oder richtiges Verhalten bezeichnet. Der Anstand bestimmt die Umgangsformen und die Lebensart.
Von der Sittlichkeit wird der Anstand insofern unterschieden, als er etwas in erster Linie Augenfälliges ist, das den Charakter einer Person nicht notwendigerweise widerspiegelt, während die Sittlichkeit in der Gesinnung einer Person verankert ist. Das Wort erfuhr im Laufe der letzten 200 Jahre einen mehrfachen Bedeutungswandel.

## Wort- und Begriffsgeschichte

### Vorgeschichte
Das Wort „Anstand“, ein Singularetantum, geht auf ahd. anastantida und mhd. anestant* zurück, wobei die Bedeutung des Wortes zunächst eine andere war als die moderne. Noch Adelung gab in seinem Grammatisch-kritischen Wörterbuch der Hochdeutschen Mundart (1774–1786) als Bedeutungen, neben der modernen, an: 1. das Anstehen der Jäger, die sich „an einen bequemen Ort stellen und auf Wildbret warten“; 2. davon abgeleitet und im übertragenen Sinne: den Aufschub eines Geschäftes; 3. dasjenige was einen „Anstand“ in der letztgenannten Bedeutung verursacht, nämlich Zweifel oder Bedenken. Aus den beiden letztgenannten Bedeutungen haben sich im Deutschen bis heute die Wörter beanstanden und anstandslos erhalten.

### 18. Jahrhundert
Die modernen Bedeutungen des Wortes „Anstand“ haben hiermit nur das Wort gemein. Die erste von ihnen entstand im 18. Jahrhundert unabhängig von den vorgenannten Bedeutungen als Substantivierung des Verbs anstehen. Das Wort anstehen bedeutet in dieser Zeit u. a. „(jemandem) zu Gesichte stehen“ bzw. „gemäß sein“, und zwar im Hinblick auf Kleidungsstücke und Handlungen, in Beziehung auf die Person, die die Kleidungsstücke trägt bzw. die Handlungen ausführt. „Dieses Kleid stand ihm sehr gut an.“ „Das Tanzen hat ihm sehr schlecht angestanden.“ Infolgedessen ist auch „Anstand“ im 18. Jahrhundert die Übereinstimmung von Erscheinung bzw. Betragen einer Person und dem, was von dieser Person aufgrund ihres Charakters oder ihrer sozialen Stellung erwartet wird:

„Dasjenige, was anstehet, so fern dieses Verbum das Schickliche in dem äußern Betragen ausdruckt, das Verhältniß des äußern Betragens mit den innern Vollkommenheiten, die man hat, oder doch vermöge seines Standes und Berufes, und der jedesmahligen Umstände haben sollte. Ein guter, ein schlechter Anstand. Er tanzt mit einem vortrefflichen Anstande. Der Redner hat einen schlechten Anstand. In seiner Kleidung herrscht ein unverbesserlicher Anstand. Welch edler Anstand herrscht in seiner jungen Miene! Weiße. In engerer Bedeutung, der gute Anstand. Er hat den rechten Anstand, der sich für einen Hofmann schickt.“

Das Adjektiv anständig bezeichnet bei Adelung noch in erster Linie eine Kongruenz („Das ist einer fürstlichen Person anständig“), und erst in zweiter Linie, im weiter übertragenen Sinne ein Werturteil („Er weiß von einer jeden Sache sehr geschickt und anständig zu urtheilen. Eine anständige Kleidung“).
Dass guter Anstand wenig Rückschlüsse auf den Charakter eines Menschen zulässt, war jedoch bereits den Zeitgenossen klar. Kant schrieb 1796/97:

„Die Natur hat den Hang, sich gerne täuschen zu lassen, dem Menschen weislich eingepflanzt, selbst um die Tugend zu retten, oder doch zu ihr hinzuleiten. Der gute, ehrbare Anstand ist ein äußerer Schein, der andern Achtung einflößt (sich nicht gemein zu machen). Zwar würde das Frauenzimmer damit schlecht zufrieden sein, wenn das männliche Geschlecht ihren Reizen nicht zu huldigen schiene. Aber Sittsamkeit (pudicitia), ein Selbstzwang, der die Leidenschaft versteckt, ist doch als Illusion sehr heilsam, um zwischen einem und dem anderen Geschlecht den Abstand zu bewirken, der nöthig ist, um nicht das eine zum bloßen Werkzeuge des Genusses des anderen abzuwürdigen. – Überhaupt ist Alles, was man Wohlanständigkeit (decorum) nennt, von derselben Art, nämlich nichts als schöner Schein.“

### 19. Jahrhundert
Im 19. Jahrhundert haben Jakob und Wilhelm Grimm beobachtet, wie die noch bei Adelung beschriebenen rein deskriptiven, nicht wertenden Bedeutungen selten und zunehmend durch eine neue Bedeutung von gutem Anstand (guter Kleidung und Wohlverhalten) ersetzt wurden.
Noch Adolph Knigge (Über den Umgang mit Menschen, 1788) und Joachim Heinrich Campe (Väterlicher Rath für meine Tochter, 1789) hatten den Ausdruck nur vereinzelt verwendet. In der Folge entstand in Deutschland jedoch eine Anstandsliteratur, in der der Terminus häufig verwendet wurde, etwa in Karl August Heinrich Hoffmanns Unentbehrlichem Galanterie-Büchlein für angehende Elegants (1827).
Der Redewendung „anständiges Mädchen“ war in der zweiten Hälfte des 19. Jahrhunderts insbesondere im Jargon der Stellenanzeigen für Dienstboten verbreitet und bezeichnete dort idiomatisch eine unverheiratete Frau mit gutem Charakter und sittlich untadeligem Verhalten. Etwa in den 1870er Jahren begann die Wendung ironischen Zitatcharakter anzunehmen, bis sie im frühen 20. Jahrhundert vollends zum geflügelten Wort wurde und nun fast immer für eine junge Frau stand, die sich auf voreheliche sexuelle Beziehungen nicht einlässt. Parallel entstand im späten 19. Jahrhundert die idiomatische Wendung der „anständigen Frau“, die keinen außerehelichen Geschlechtsverkehr hat.
Unter einem „anständigen Kerl“ dagegen versteht man seit dem ausgehenden 19. Jahrhundert jemanden, der sich gegenüber seinesgleichen oder gegenüber Personen, die von ihm abhängig sind, fair oder sogar großmütig verhält und nicht nur nach Vorschrift oder auf den eigenen Vorteil hin handelt.
Parallel zu Wörtern wie „ziemlich“, „ordentlich“ und „gehörig“ erhielt das Adjektiv anständig in der zweiten Hälfte des 19. Jahrhunderts umgangssprachlich auch die Bedeutung von „beträchtlich“: „eine anständige Tracht Prügel“, „eine anständige Portion […]“.

### 20. Jahrhundert
Im frühen 20. Jahrhundert definierte Meyers Großes Konversations-Lexikon:

„Anstand (lat. Decorum), die Wahrung solcher Formen des äußern Verhaltens, die der Würde der sittlichen Persönlichkeit im Menschen entsprechen oder für derselben entsprechend gehalten werden. Die Verletzung dieser Würde, sei es in der eignen Person (durch mangelhaftes Beherrschen der rein tierischen Naturäußerungen), sei es in andern, macht die Unanständigkeit aus. Da der A. sich nur auf die Form der Handlungen bezieht, so ist er von der Sittlichkeit, welche die Gesinnung betrifft, wohl zu unterscheiden, doch kann die Ausbildung desselben in der Erziehung und in der Entwickelung der Völker als eine Vorstufe und Vorbereitung der Sittlichkeit gelten.“

### Gegenwart
Im Jahr 2017 hat der Journalist und Schriftsteller Axel Hacke das Wort „Anstand“ wieder aufgegriffen und ihm ein ganzes Buch gewidmet. Er ist überzeugt, es wäre „Zeit“, sich den Begriff wieder „zurück zu holen“. Ein Rezensent urteilte, dass es trotz mancher Kritik, die das Buch auf sich zog, „Spaß“ mache, dem Autor „beim Nachdenken zuzuschauen“.